# Grenadas riksvapen
På Grenadas riksvapen syns båten mitt på vapenskölden som påminner om Christofer Columbus ankomst till öarna. I de fyra fälten motsvarar lejonen förbindelserna med Storbritannien och liljorna den katolska tron.